# قطعنامه ۱۵۸۲ شورای امنیت
قطعنامه ۱۵۸۲ شورای امنیت سازمان ملل متحد که در تاریخ ۱۸ ژانویه ۲۰۰۵ تصویب شد، سندی بین‌المللی دربارهٔ دادگاه جنایی بین‌المللی برای یوگسلاوی سابق است. این قطعنامه طی نشست ۵۱۱۲ام با ۱۵ رای موافق، ۰ مخالف و ۰ ممتنع تصویب شد.